# Sylviane Félix
Sylviane Félix (Créteil, 30 oktober 1977) is een Franse atlete, die is gespecialiseerd in de 200 m. Ze werd meerdere malen Frans kampioene en eenmaal wereldkampioene bij de junioren. Ook nam ze eenmaal deel aan de Olympische Spelen en won bij deze gelegenheid een bronzen medaille.

## Sportcarrière
Félix begon op 15-jarige leeftijd met atletiek. Haar eerste internationale succes behaalde ze in 1995 door in 23,81 s een bronzen medaille te winnen op het EK junioren in het Hongaarse Nyíregyháza. Ze finishte achter de Bulgaarse Nora Ivanova en haar landgenote Fabé Dia. In 1997 won ze de 200 m op het WK junioren 1997 en werd bij de senioren achtste op het WK 1997 in Athene. Van 1998 tot 2000 was ze uitgeschakeld vanwege blessures.
Op het WK 2001 won Sylviane Félix een zilveren medaille op de 4 x 100 m estafette met haar teamgenotes Frédérique Bangué, Muriel Hurtis-Houairi en Odiah Sidibé achter het Duitse (goud) en voor het Jamaicaanse team (brons). Op hetzelfde onderdeel won ze met haar teamgenotes Patricia Girard, Muriel Hurtis-Houairi en Christine Arron goud op het WK 2003 in Parijs. Het Franse viertal liet een tijd noteren van 41,78, niet alleen een nieuw Frans record, maar hiermee was Frankrijk op dat moment ook het vierde snelste land ooit.
Haar beste soloprestatie leverde ze op de Europese kampioenschappen van 2002 in München, waar ze op de 200 m, gewonnen door haar landgenote Muriel Hurtis-Houairi in 22,43, een vierde plaats wist te behalen in 22,89.
Op de Olympische Spelen van 2004 in Athene won Félix een bronzen medaille op de 4 x 100 m estafette samen met Véronique Mang, Muriel Hurtis-Houairi en Christine Arron en eindigde hiermee achter het Jamaicaanse (goud) en het Russische team (zilver). Individueel nam ze ook deel aan de 200 m, maar sneuvelde hierbij in de halve finale met 22,99.
Sylviane Félix is aangesloten bij GA Noisy-le-Gand . Ze studeerde sociologie en werkt bij de politie.

## Titels
- Wereldkampioene 4 x 100 m - 2003
- Europees kampioene 4 x 100 m - 1998, 2002
- Frans kampioene 100 m - 2002
- Frans kampioene 200 m - 1998, 2006
- Frans indoorkampioene 60 m - 2003, 2007
- Wereldjeugdkampioene 200 m - 1996

## Persoonlijke records
Outdoor
| Onderdeel   | Prestatie | Datum           | Plaats             |
| ----------- | --------- | --------------- | ------------------ |
| 100 m       | 11,15 s   | 24 mei 1998     | Bonneuil-sur-Marne |
| 200 m       | 22,56 s   | 6 augustus 1997 | Athene             |
| verspringen | 6,40 m    | 2003            | Clermont-Ferrand   |

Indoor
| Onderdeel | Prestatie | Datum            | Plaats  |
| --------- | --------- | ---------------- | ------- |
| 50 m      | 6,25 s    | 1 maart 2003     | Aubière |
| 60 m      | 7,19 s    | 7 maart 2003     | Linz    |
| 100 m     | 11,66 s   | 4 februari 2006  | Tampere |
| 200 m     | 22,76 s   | 23 februari 2003 | Liévin  |
| 400 m     | 52,95 s   | 15 januari 1998  | Liévin  |

## Palmares

### 100 m
- 1997:  Middellandse Zeespelen - 11,27 s
- 2005:  Middellandse Zeespelen - 11,46 s
- 2006: 7e EK - 11,40 s

### 200 m
Kampioenschappen
- 1995:  EK junioren - 23,81 s
- 1996:  WK junioren - 23,16 s
- 1997: 8e WK - 22,81 s
- 1998:  Wereldbeker - 22,96 s
- 2002: 5e EK indoor - 23,87 s
- 2002: 4e EK - 22,89 s
- 2006: 5e EK - 23,45 s

Golden League-podiumplekken
- 2002:  Meeting Gaz de France – 23,11 s

### 4 x 100 m estafette
- 1997:  WK - 42,21 s
- 1998:  EK - 42,59 s
- 2001:  WK - 42,39 s
- 2002:  EK - 42,46 s
- 2003:  WK - 41,78 s (NR)
- 2004:  OS - 42,54 s

1983 Gladisch, Koch, Auerswald, Göhr · 
1987 Brown, Williams, Griffith-Joyner, Marshall · 
1991 Duhaney, Cuthbert, McDonald, Ottey · 
1993 Bogoslovskaja, Maltsjoegina, Voronova, Privalova · 
1995 Mondie-Milner, Guidry-White, Gaines, Torrence · 
1997 Gaines, Jones, Miller, Devers · 
1999 Fynes, Sturrup, Davis-Thompson, Ferguson · 
2001 Paschke, G. Rockmeier, B. Rockmeier, Wagner · 
2003 Girard, Hurtis-Houairi, Félix, Arron · 
2005 Daigle, Lee, Barber, Williams · 
2007 Williams, Felix, Barber, Edwards · 
2009 Facey, Fraser, Bailey, Stewart · 
2011 Knight, Felix, Myers, Jeter · 
2013 Russell, Stewart, Calvert, Fraser-Pryce · 
2015 Campbell-Brown, Morrison, Thompson, Fraser-Pryce · 
2017 Brown, Felix, Akinosun, Bowie · 
2019 Whyte, Fraser-Pryce, Smith, Jackson · 
2022 Jefferson, Steiner, Prandini, Terry · 
2023 Davis, Terry, Thomas, Richardson